# Repartir à zéro (exposition)
Pour les articles homonymes, voir Repartir à zéro.
 (août 2010).
Si vous disposez d'ouvrages ou d'articles de référence ou si vous connaissez des sites web de qualité traitant du thème abordé ici, merci de compléter l'article en donnant les références utiles à sa vérifiabilité et en les liant à la section « Notes et références ».
 (juin 2025).
Repartir à zéro est une exposition organisée par le Musée des Beaux-Arts de Lyon du 24 octobre 2008 au 2 février 2009 sur la création artistique apparue après la Seconde Guerre mondiale reflétant le traumatisme subit par de nombreux artistes aussi bien en Europe qu'aux États-Unis.
Entre 1945 et 1950, des artistes décidèrent de faire table rase du passé et de s'autoriser toutes les libertés dans leur processus de création. Ce fut une période qu'ils vécurent pour certains comme un « état de grâce » et pour d'autres comme un « grand n'importe quoi », mais cette époque fut décisive dans la carrière d'artistes majeurs comme Lucio Fontana (1899-1968), Barnett Newman (1905-1970), Jackson Pollock (1912-1956), Mark Rothko (1903-1970), Pierre Soulages (1919).